# Strandzjevo
Strandzjevo (Bulgaars: Странджево) is een dorp in het zuidoosten van Bulgarije. Het dorp is gelegen in de gemeente Kroemovgrad, oblast Kardzjali. Het dorp ligt hemelsbreed 32 km ten zuidoosten van de regionale hoofdstad Kardzjali en 232 km van de nationale hoofdstad Sofia.

## Bevolking
Op 31 december 2020 telde het dorp Strandzjevo 581 inwoners. Het inwoneraantal schommelt sinds 1992 rond de 500 à 600 personen.
| Bevolkingsontwikkeling tussen 1934 en 2020          |
| --------------------------------------------------- |
|                                                     |
| Bron: Nationaal Statistisch Instituut van Bulgarije |

Het dorp wordt nagenoeg uitsluitend bewoond door etnische Turken. In de volkstelling van 2011 identificeerden 554 van de 574 respondenten zichzelf met de Turkse etniciteit.
| Etnische samenstelling van de respondenten (2011) | Etnische samenstelling van de respondenten (2011) | Etnische samenstelling van de respondenten (2011) | Etnische samenstelling van de respondenten (2011) | Etnische samenstelling van de respondenten (2011) |
| ------------------------------------------------- | ------------------------------------------------- | ------------------------------------------------- | ------------------------------------------------- | ------------------------------------------------- |
|                                                   |                                                   |                                                   |                                                   |                                                   |
| Bulgaren                                          | Bulgaren                                          |                                                   | 3,1%                                              | 3,1%                                              |
| Turken                                            | Turken                                            |                                                   | 96,5%                                             | 96,5%                                             |
| Roma                                              | Roma                                              |                                                   | 0,0%                                              | 0,0%                                              |
| Anders/Onbekend                                   | Anders/Onbekend                                   |                                                   | 0,4%                                              | 0,4%                                              |